# Annabelle Codey
Pour les articles homonymes, voir Codey.
Pas d'image ? Cliquez ici

a Compétitions nationales et continentales officielles uniquement.

b Matchs officiels uniquement.
Annabelle Codey, née le 3 février 1997 à Brisbane (Australie), est une joueuse internationale australienne de rugby à XV évoluant au poste de deuxième ligne. Elle joue aux Waratahs.

## Biographie
Annabelle Codey naît le 3 février 1997 à Brisbane en Australie.
Jouant jusque-là avec les Queensland Reds en Super Rugby Women's, à partir de janvier 2023, elle part jouer en Angleterre au Loughborough Lightning. Elle fait un bref passage dans ce club puis retourne chez les Queensland Reds pour la saison 2023.
À l'automne 2023, elle participe en Nouvelle-Zélande au WXV sous les couleurs de l’Australie.
En février 2024, il est annoncé qu'elle rentre en Australie afin de jouer pour les Waratahs lors de la saison 2024 du Super Rugby Women's. Malgré la victoire de son équipe en finale, elle n'est pas appelée pour préparer la Pacific Four Series.

## Palmarès
- Vainqueur du Super Rugby Women's en 2024 et 2025.